# Alexia Putellas

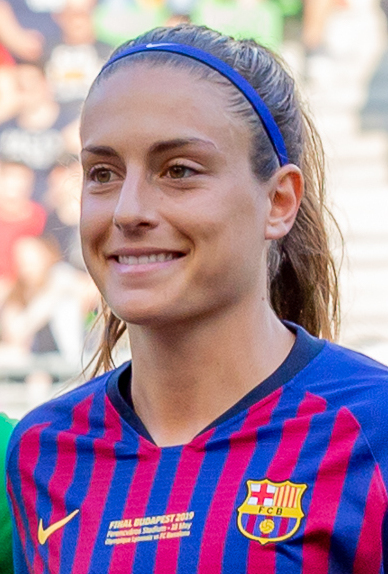
Alexia Putellas

Alexia Putellas, född den 4 februari 1994 i Mollet del Vallès i provinsen Barcelona, är en spansk fotbollsspelare (mittfältare) som representerar Barcelona och det spanska landslaget. Hon vann Ballon d´or år 2021 och 2022, ett pris som delas ut till världens bästa fotbollsspelare det aktuella året.Hon har vunnit många trofèer i hennes nuvarande karriär som 7 liga tittel, 2 Champions Leauge, 7 Copa Del a Reina, 7 Copas Catalunya,3 Super Cups och så sist men inte allra minst vann hon VM-Guld 2023 med Spanien.